# Szamolxisz
Szamolxisz (Σάμολξις) – neve Szalmoxisz, Zalmoxesz, Zalmoxisz, Zamolxe, Zamolxesz, Zamolxisz (Σάλμοξις, Ζάλμοξες, Ζάλμοξις, Ζάμολξε, Ζάμολξες, Ζάμολξις) alakban is szerepel a forrásokban – az Erdélyi-medencében honos trák–szkíták, azaz a dákok vallási vezetője volt.
A dákokat gyakorta nevezték gétáknak is. Származása szerint mindkét csoport szkíták, közelebbről agathürszök uralta trák népesség volt. Lényegében csak nevük és lakóhelyük különbözött.

## Hérodotosz és Sztrabón tudósítása
Hérodotosz szerint Szamolxisz egy ideig Számosz szigetén, Püthagorasz rabszolgájaként élt, majd felszabadult, nagy vagyont szerzett, s visszatért hazájába. Egy alkalommal lakomát adott a főembereknek, és kijelentette: sem ő, sem a vendégek, sem pedig azok leszármazottai nem halnak meg, hanem öröklétre jutnak. Föld alatti hajlékot készített, ott három évig lakott, majd a negyedik évben megjelent az őt gyászolók körében. Tanításait ily módon – eltűnésével majd újbóli megjelenésével – hihetővé tette. A géták úgy hiszik, mondja Hérodotosz, nem halnak meg. Akit megölnek, Szamolxisz istenség színe elé jut, kire közülük egyesek Gebeleizisz (Γεβελειζις) néven hivatkoznak.
Sztrabón e kérdéssel kapcsolatban a következőket mondja:
„Az emlékezet megőrizte, hogy a géták népéből egy bizonyos Zamolxiz nevű személy Pythagorasnál szolgált, és eltanult mind tőle egyet-mást az égi dolgokra nézve, mind pedig az egyiptomiaktól, ahova vándorlásai során eljutott. Miután visszatért hazájába, a nép és a vezetők nagy szeretetben és megbecsülésben tartották, mint olyant, aki megjósolta, mit hoznak az égi jelek. Végül aztán rávette a királyt, hogy vegye maga mellé társnak az uralkodásban, mint aki alkalmas lesz az istenek akaratának közvetítésére. Kezdetben annak az istennek a papjává tették, akit legjobban tiszteltek, utóbb azonban istenként fordultak hozzá. Később egy mások számára hozzáférhetetlen föld alatti barlangba rejtőzve, ott töltötte idejét, ritkán bocsátkozott beszélgetésbe a kívül levőkkel, kivéve a királyt és szolgáit, és ebben segítségére volt a király, aki úgy vélte, hogy az alattvalók sokkal engedelmesebbek lesznek neki, mint azelőtt, ha az istenek sugallatára hozza rendeleteit. Ez a szokás aztán napjainkig eljutott, tudniillik mindig akadt valaki olyan képességekkel felruházva, hogy tanácsosként álljon a király mellett, s a gétáknál ezt istennek nevezték. Szentnek tartották a hegyet is, és annak nevezték. A hegy neve Kogaionon (másként Cogeno – B. J.), s ugyanezt a nevet viseli a közeli folyó is. Abban az időben pedig, amikor Byrebistas (másként Boërebista – B. J.) uralkodott a géták fölött, aki ellen a dicső Caesar már felkészítette hadseregét, e tisztséget Decaeneus viselte.” – VII. könyv, 297. szakasz (Szabó György fordítása; B. J.: Benkő József megjegyzése).

## Személy- és földrajzi nevek
Porphüriosz Szamolxisz nevével kapcsolatban a trák zalmon (elrejt) szóra utal. Alexandriai Hészükhiosz a fríg zemelen (idegen rabszolga) kifejezésre.
Korunk nyelvészei Szamolxisz nevében többek között a feltételezett trák *zalmo (irha), illetve a *zamol (föld) szót vélik felismerni.
Az indoeurópai nyelvek szakértői Gebeleizisz nevével kapcsolatban rendszerint a trákok vihar- és villámlás-istenségét (Zbelszurdosz, Zibelthiurdosz, Zibelthurdosz) hozzák szóba. Másként fogalmazva, hasonszőrűnek tartják e kettőt. E kérdéssel, illetve a nevek magyarázatával részletesebben Vasile Pârvan, Russu és Tomaschek dolgozata foglalkozik.
A Kogaionosz (Κογαιονος) – görögös toldalék nélkül Kogaion – elnevezést Benkő József az erdélyi Gógán helynévvel azonosítja.
Ptolemaiosz művében az Erdélyi-medencében honos szkíta törzs neve Kaukoénszioi (Καυκοηνσιοι). Ebből következtetve hasonló lehetett lakóhelyük elnevezése is. A gótok – ama rövid ideig, míg ott laktak – saját nyelvükhöz igazították az Erdélyi-medence szkíta nevét: Hauhaland (latin nyelvű forrásokban Caucaland). Később e név elveszett, felváltotta az Erdőelve, Erdély elnevezés.
Az egykor szentnek nevezett Kogaionosz hegység mai neve talán Görgényi-havasok, a folyóé pedig, mely ott kanyarog, Küküllő. A küküllő szó – jelentése kökényes, mondja a Korai magyar történeti lexikon – korai török eredetű, és az avarok révén került a magyar nyelvbe. A szócikk azonban arra nem ad választ, hol és milyen időben került sor a kifejezés átvételére.
Czuczor Gergely és Fogarasi János a következőket mondja kökény szavunkról: „E szónak eredete kétfélekép magyarázható. Ha azt vesszük tekintetbe, hogy az érett kökénybogyók kitünőleg hamvaskékek, úgy látszik, hogy gyöke rokon a kék (törökül: gök, egyik tatárszójárásban: kők) szóval, honnan a szép sötétkék szemet kökényszemnek mondjuk; ezen értelmezés szerént ide tartoznék a violakék szinü kökörcsén is. V. ö. KÖKÖRCSÉN és KÉK. Ha pedig a gyümölcsnek igen helyes gömbölyü alakjára nézünk, ez azt gyaníttatja velünk, hogy a gömbölyüt jelentő kö gö gyökü szók osztályába tartozik.”